# Indigofera santapaui
Indigofera santapaui là một loài thực vật có hoa trong họ Đậu. Loài này được Sanjappa miêu tả khoa học đầu tiên.